# Masaki Jokotani
Masaki Jokotani (* 10. květen 1952) je bývalý japonský fotbalista.

## Klubová kariéra
Hrával za Hitachi, All Nippon Airways.

## Reprezentační kariéra
Masaki Jokotani odehrál za japonský národní tým v letech 1974-1977 celkem 20 reprezentačních utkání.

## Statistiky
| Japonsko | Japonsko | Japonsko |
| Roky     | Záp.     | Góly     |
| -------- | -------- | -------- |
| 1974     | 1        | 0        |
| 1975     | 10       | 0        |
| 1976     | 6        | 0        |
| 1977     | 3        | 0        |
| Celkem   | 20       | 0        |